# Zdobycz (obraz Gustave’a Courbeta)
Zdobycz (Odprawa dla sfory), fr. La Curée, chasse au chevreuil dans les forêts du Grand Jura – obraz olejny francuskiego malarza Gustave’a Courbeta. Jest przechowywany w Museum of Fine Arts w Bostonie. 

## Historia

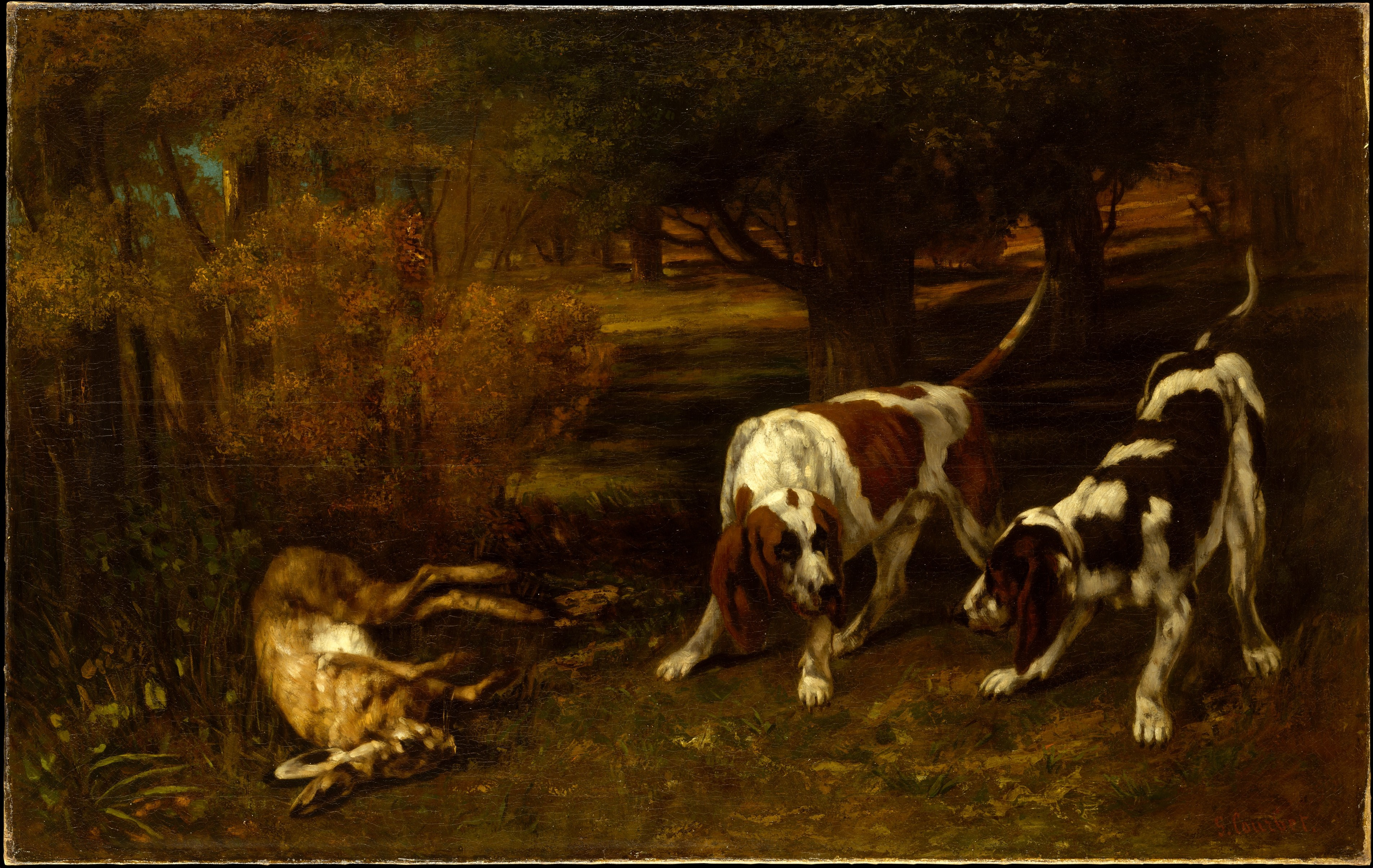
Obraz z psami i zającem z MET.

Wielką pasją Courbeta było polowanie. Do swojej rodzinnej miejscowości Ornans przyjeżdżał często w sezonie łowieckim i pobyt w niej dzielił pomiędzy myślistwo oraz szkicowanie obrazów. Stworzył wiele obrazów przedstawiających sarny w swoim naturalnym otoczeniu oraz wiele dzieł mających za temat polowanie lub upolowaną zwierzynę. Większość prac o tej tematyce powstała w latach 1856-1869.
Zdobycz była wykonywana etapami, a malarz dodawał do obrazu kolejne fragmenty płótna. Jako pierwszy powstał fragment z kozłem i myśliwym, następnie dodany został fragment z dmącym w róg młodzieńcem i psami. Na koniec Courbet dołączył jeszcze dwa segmenty – po lewej stronie płótna i wzdłuż jego górnej krawędzi. Obraz jest pierwszą kompletną sceną myśliwską w dorobku Courbeta. 
Zdobycz została wystawiona na Salonie w 1857 r. W tym samym roku Courbet wykorzystał fragment swojej kompozycji przy tworzeniu innego płótna zawierającego scenę z dwoma psami i zającem. Ten drugi obraz znajduje się obecnie w Metropolitan Museum of Art.

## Opis
Obraz przedstawia scenę myśliwską umiejscowioną w głębi lasu. Górny brzeg płótna ogranicza widok na grube drzewa tak, że widz dostrzega jedynie korzenie, dolne części pni i pierwsze gałęzie. Całość pogrążona jest w głębokim cieniu rozjaśnionym pojedynczymi promieniami słońca i słonecznymi plamami. Postacie na obrazie są ciasno stłoczone. Martwy rogacz o ciemnym grzbiecie zwisa uwieszony wysoko za prawą tylną nogę, w mrocznym otoczeniu jaśnieje plama sierści na jego pośladkach; głowa i przednie kończyny zwierzęcia leżą na ziemi. Na pierwszym planie duże, łaciate psy rywalizują ze sobą o ciało sarny. Jeden z nich ma pysk zaczerwieniony od krwi rogacza, która utworzyła w trawie mało widoczną plamę. U stóp jednego z drzew siedzi młody człowiek dmący w róg trzymany w lewej ręce, prawą rękę oparł na biodrze, jest to piqueur – pełniący  rolę  opiekuna psów gończych  na polowaniu. Na twarzy młodzieńca widać wysiłek wkładany w wydobywanie dźwięku. Jego czerwona kamizelka i biała koszula przyciąga wzrok widza. W centrum kompozycji, pogrążony w cieniu stoi brodaty mężczyzna palący fajkę. Ręce ma złożone na szerokiej bluzie, jego pochyloną głowę okrywa kapelusz, a na nogach ma buty ze sztylpami. Wydaje się zachowywać postawę zadumy i spokoju. Prawdopodobnie to myśliwy, który zabił rogacza.

## Interpretacja
Postać myśliwego opartego o drzewo uznaje się za autoportret Courbeta. Jego pochylenie głowy i spojrzenie skierowane w dół sugeruje moment wewnętrznego wycofania po emocjach związanych z polowaniem. Podobny nastrój refleksji i zatopienia w myślach pojawiał się na wcześniejszych autoportretach artysty. Postać myśliwego nie jest zaangażowana w jakąkolwiek akcję, a nawet jej dłonie są ukryte w fałdach ubrania. Dodatkowo oparcie się całym ciężarem ciała o drzewo i umieszczenie sylwetki mężczyzny w cieniu podkreśla jego oddzielenie od otaczającej rzeczywistości. Kontrast dla myśliwego stanowi aktywnie działający piqeur. Michael Fried widzi w przedstawionych postaciach ludzkich dwa aspekty osobowości malarza: nieruchomy myśliwy miałby reprezentować pasywną część  tej osobowości czyli widza, a chłopiec zaangażowany ze wszystkich sił w wydobycie głosu z rogu, miałby reprezentować część aktywną – twórcę. Kolisty kształt instrumentu miałby być nawiązaniem do palety malarskiej, a ustnik aluzją do pędzla.